# Huawei Y5 II
Huawei Y5 II — мобільний телефон компанії Huawei. Був анонсований у квітні 2016 року, випущений в червні того ж року.
Також випускався під назвами Huawei Y5 2 та Huawei Honor 5.
Смартфон вийшов на заміну Huawei Y5, отримав більший екран — 5 дюймів,
Позиціювався як бюджетний варіант зі стартовою ціною від 165 доларів, теперішня ціна — від 2199 грн.

## Зовнішній вигляд
Корпус з пластику, задня кришка виконана «під метал». На лівому боці корпусу знаходиться «розумна кнопка», яку можна налаштувати під власні потреби.
Товщина телефону — 8.9 мм, ширина — 72 мм, висота — 143.8 мм, вага — 135 грамів.
Смартфон виготовляють у 5 кольорах: чорний Obsidian Black, білий Arctic White, рожевий Rose Pink, блакитний Sky Blue, золотий Sand Gold.

## Апаратне забезпечення
Процесор Huawei Y5 II — MediaTek MT6582. Він має 4 ядра Cortex-A7 з частотою 1,3 ГГц. Відеоядро ARM Mali-400 MP2.
Телефон має 5-дюймовий IPS-екран. Роздільна здатність 720 x 1280. Співвідношення сторін 16 на 9.
Внутрішня пам'ять складає 8 ГБ із можливістю розширення до 32 Гб. оперативна пам'ять — 1 ГБ.
Основна камера — 8 Мп із подвійним LED спалахом та автофокусом, фронтальна камера — 2 Мп з LED спалахом.
Незнімний акумулятор 2200 мА/г.

## Програмне забезпечення
Huawei Y5 II працює на операційній системі Android 5.1 (Lollipop) з графічною оболонкою EMUI 3.1
Підтримує стандарти зв'язку: 3G (WCDMA/UMTS), 2G (EDGE).
Бездротові інтерфейси: Wi-Fi 802.11 b/g/n, hotspot, Bluetooth 4.0, A2DP, LE.
Навігаційні системи: A-GPS. Має FM радіо.
Телефон підтримує аудіоформати: AAC, AMR-NB, PCM.
Формати відео: MP4, H.264, H.263.